# Roldana scandens
Roldana scandens là một loài thực vật có hoa trong họ Cúc. Loài này được Poveda & Kappelle miêu tả khoa học đầu tiên năm 1992.